# Ponts de Thouaré
Les ponts de Thouaré sont deux ponts consécutifs franchissant la Loire et supportant la route départementale no 37 en Loire-Atlantique. Ils franchissent les deux bras de la Loire situés de part et d'autre de la pointe est de l'île de la Chênaie.

## Localisation
Le pont nord (ou « grand pont de Thouaré ») est situé à cheval sur les communes de Thouaré-sur-Loire et Saint-Julien-de-Concelles, alors que le pont sud (ou « pont du Haut Village ») se situe entièrement sur le territoire de cette dernière.

## Présentation

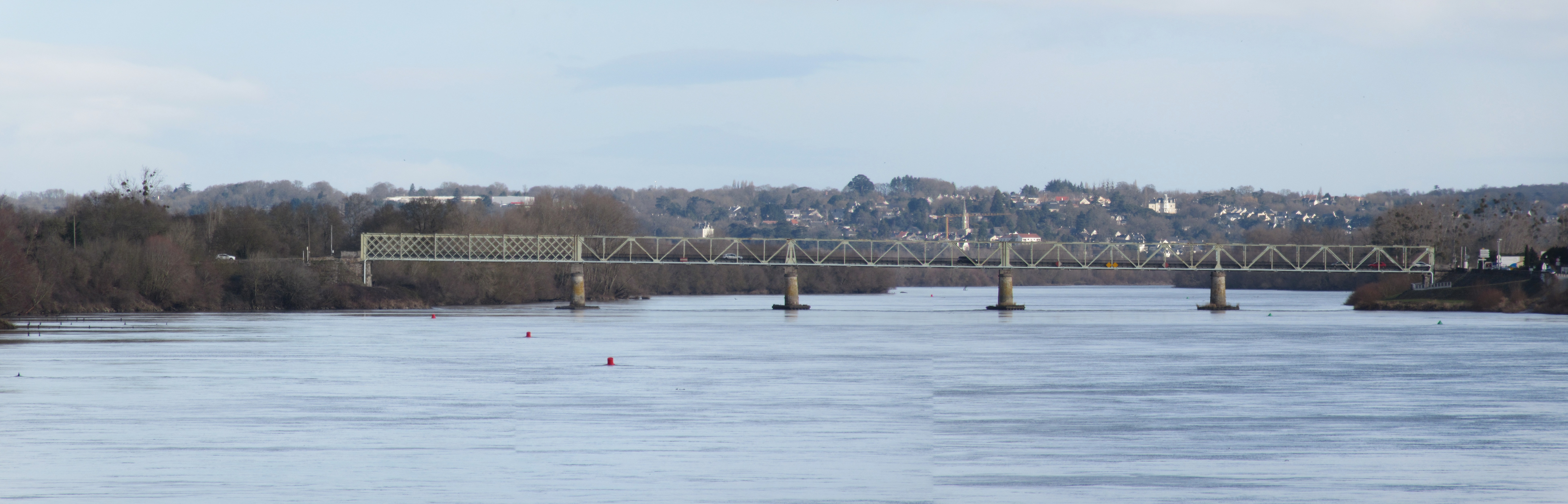
Pont de Thouaré (sud) vu de Boire-Courant

Le pont est édifié en 1882. Long de 400 m cet ouvrage constitue un point de passage de la Loire important pour la circulation entre l'agglomération nantaise et le "Vignoble nantais", surtout lors de l'encombrement des Ponts de Bellevue, situé en aval. En effet, ces dernières années, le trafic routier n'a cessé de croitre du fait notamment de l'amélioration de réseau de transport en commun au sein de Nantes Métropole attirant ainsi de nouveaux usagers résidant sur la rive opposée de la Loire. Le pont est devenu inadapté face à l'afflux croissant de véhicules qui l'empreintent chaque jour. Le Conseil général de la Loire-Atlantique a lancé en 2013 une étude pour moderniser les ponts de Thouaré et celui de Mauves-sur-Loire. Si le remplacement de l'ouvrage actuel semblait ne pas être l'option retenue, un programme de rénovation n'était pas à exclure.
Les ponts de Thouaré voient aujourd'hui passer une moyenne de 10 500 véhicules par jour sur la RD37. En 2017, d'importants travaux de rénovation sont menés sur les ponts. Ces travaux auront notamment consisté à renforcer les poutres métalliques situées sous la chaussée du Grand Pont. Après 6 mois de réfection, le chantier du Grand Pont de Thouaré a de nouveau laissé place fin août 2017 à la circulation des automobilistes, cyclistes et piétons.